# Sacoșu Mare

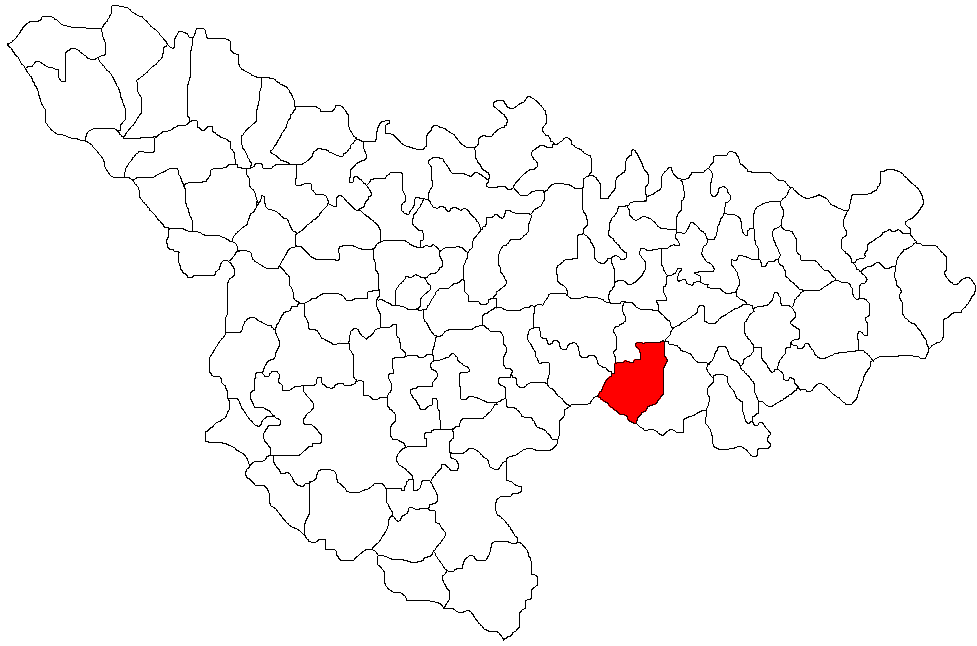
Lage der Gemeinde Darova Mare im Kreis Timiș

Sacoșu Mare (auch Sacoșu Unguresc; deutsch Groß-Sakosch auch Ungarisch-Sakosch, ungarisch Magyarszákos auch Nagy-Szákos) ist ein Dorf im Kreis Timiș, Banat, Rumänien. Sacoșu Mare gehört zur Gemeinde Darova.

## Geografische Lage
Sacoșu Mare liegt an der Kreisstraße DJ 592 Darova–Hodoș im Süden des Kreises Timiș, dicht an der Grenze zum Kreis Caraș-Severin.

## Nachbarorte
| Buziaș  | Darova                                      | Petroasa Mare |
| Silagiu | Kompassrose, die auf Nachbargemeinden zeigt | Visag         |
| Vermeș  | Valeapai                                    | Duleu         |

## Geschichte
Die Ortschaft wurde 1290 erstmals urkundlich erwähnt, als König Ladislaus I. einige Tage in Zekes verweilte. 
1369 zählte Nogzekes 438 Häuser und gehörte zum Distrikt Komjat.
Der Gelehrte Luigi Ferdinando Marsigli erwähnte 1690–1700 das Dorf Szakos ungaricum, 
1760 hatte Nagy Szakos 683 Häuser und 3283 Einwohner. 1779 gehörte die Ortschaft zum Komitat Severin.
Nach dem Österreichisch-Ungarischen Ausgleich (1867) wurde das Banat dem Königreich Ungarn innerhalb der Doppelmonarchie Österreich-Ungarn angegliedert. 
Der Vertrag von Trianon am 4. Juni 1920 hatte die Dreiteilung des Banats zur Folge, wodurch Sacoșu Unguresc an das Königreich Rumänien fiel. Heute ist die amtliche Ortsbezeichnung Sacoșu Mare.
Goldschatz
1961 wurden bei archäologischen Ausgrabungen 25 Gefäße aus Gold freigelegt mit einem Gesamtgewicht von 1.298 Kilo. Die Fundstücke, die aus der Bronze- und Eisenzeit datierten, sind thrakischen Ursprungs. Der Goldschatz ist im Nationalmuseum in Bukarest ausgestellt.

## Demografie
| 1880 | 2996 | 2862 | 15 | 77 | 42 |
| 1910 | 3283 | 3209 | 14 | 48 | 12 |
| 1930 | 2704 | 2674 | 9  | 7  | 14 |
| 1977 | 1568 | 1561 | 4  | 1  | 2  |
| 2002 | 1093 | 1074 | 15 | 1  | 3  |